# Eusyllis nuchalata
Eusyllis nuchalata är en ringmaskart som beskrevs av Hartmann-Schröder 1965. Eusyllis nuchalata ingår i släktet Eusyllis och familjen Syllidae. Inga underarter finns listade i Catalogue of Life.